# Terpentin (Lied)
Terpentin ist ein Lied der deutschen Hard-Rock-Band Böhse Onkelz. Der Song ist die einzige Singleauskopplung ihres zwölften Studioalbums Viva los Tioz und wurde am 3. August 1998 veröffentlicht.

## Inhalt und Hintergrund
Terpentin ist eine „Mitgrölnummer“, in der die Band sich selbst preist. Mit der Zeile „Wir geh’n zum Lachen in den Keller und wir trinken Terpentin“ wollte die Gruppe laut Stephan Weidner ausdrücken, dass sie sich selbst nicht ganz so ernst nimmt, wie viele Leute in Deutschland. Es sollte die Ironie hinter dem „Onkelz-Mythos“ abschwächen und ausdrücken, dass die Band nicht davon ausgehe, dass ihr Wort das einzig wahre sei.
Des Weiteren geht der Text auch auf die Medien ein, die die Onkelz seit Beginn ihrer Karriere aufgrund ihrer rassistischen Vergangenheit kritisierten. So existiere die Band „zum Verhängnis von vielen“ und würde sich gegen wachsenden Widerstand durchsetzen. Die Zeile „Wer Böses sät, wird Onkelz ernten“ richtet sich direkt gegen diese Kritiker.

## Produktion
Der Text des Liedes wurde von Stephan Weidner, dem Kopf und Bassisten der Band, geschrieben. Auch die Produktion übernahm Weidner gemeinsam mit dem Gitarristen der Onkelz, Matthias Röhr.

## Single

### Covergestaltung

Gefahrensymbol: Gesundheitsschädlich

Das Singlecover ist wie ein Warnaufkleber für die Chemikalie Terpentin gestaltet und zeigt das Gefahrensymbol für gesundheitsschädliche Stoffe. Daneben befindet sich der Böhse-Onkelz-Schriftzug in Orange und darüber der Titel Terpentin in Schwarz. Darunter stehen die Anmerkungen: „Sicherheitsratschläge: Darf nicht in die Hände von Kindern gelangen. Nur in gut belüfteten Räumen verwenden. Bei Verschlucken kein Erbrechen herbeiführen. Sofort ärztlichen Rat einholen. Gefahrenhinweis: Entzündlich, gesundheitsschädlich beim Verschlucken.“ Der Hintergrund ist grau gehalten.

### Titelliste
Neben dem Titelsong beinhaltet die Single auch das ebenfalls auf Viva los Tioz enthaltene Lied Weit weg sowie das zuvor unveröffentlichte Instrumental 11/97, das später auch auf der Kompilation Gestern war heute noch morgen enthalten war.
1. Terpentin – 3:54
2. Weit weg – 5:16
3. 11/97 (Instrumental) – 2:59

### Chartplatzierungen
Terpentin stieg am 17. August 1998 auf Platz 9 in die deutschen Singlecharts ein und belegte in der folgenden Woche Rang 10, bevor es mit Platz 7 die Höchstposition erreichte. Insgesamt konnte sich der Song elf Wochen in den Top 100 halten. In den deutschen Jahrescharts 1998 belegte das Lied Rang 62. Auch in Österreich erreichte die Single die Charts und belegte Position 8, während sie in der Schweiz die Top 100 verpasste. Insgesamt verkaufte sich die Auskopplung etwa 200.000 Mal. Nach der unautorisierten Single Nur die Besten sterben jung war es der erste Song der Onkelz, der die deutschen Singlecharts erreichte und ihr erster Top-10-Hit.

## Coverversion
Im Jahr 2003 wurde Terpentin von der US-amerikanischen Rockband Pro-Pain für deren Album Run for Cover gecovert.